# Danemark aux Jeux olympiques d'été de 1984
Le Danemark participe aux Jeux olympiques d'été de 1984 à Los Angeles. Il s'agit de sa 19e participation à des Jeux d'été. 69 athlètes danois, 49 hommes et 41 femmes, ont participé à 33 compétitions dans 11 sports. Ils y ont obtenu six médailles : trois d'argent et trois de bronze.

## Médailles
| Médaille | Discipline  | Épreuve                            | Athlète                                                                                      |
| -------- | ----------- | ---------------------------------- | -------------------------------------------------------------------------------------------- |
| Argent   | Canoë-kayak | 500 mètres canoë monoplace hommes  | Henning Lynge Jakobsen                                                                       |
| Argent   | Tir         | Skeet                              | Ole Riber Rasmussen                                                                          |
| Argent   | Équitation  | Dressage individuel                | Anne Jensen-Tornblad                                                                         |
| Bronze   | Canoë-kayak | 1000 mètres canoë monoplace hommes | Henning Lynge Jakobsen                                                                       |
| Bronze   | Aviron      | Quatre sans barreur hommes         | Michael Jessen, Lars Nielsen, Per Rasmussen, Erik Christiansen                               |
| Bronze   | Aviron      | Quatre de couple femmes            | Hanne Eriksen, Birgitte Hanel, Charlote Koefoed, Bodil Steen Rasmussen, Jette Hejli Soeresen |